# Jason Kipnis
Jason Michael Kipnis (né le 3 avril 1987 à Evanston, Illinois, États-Unis) est un joueur de deuxième but des Ligues majeures de baseball jouant pour les Indians de Cleveland.

## Carrière

### Indians de Cleveland

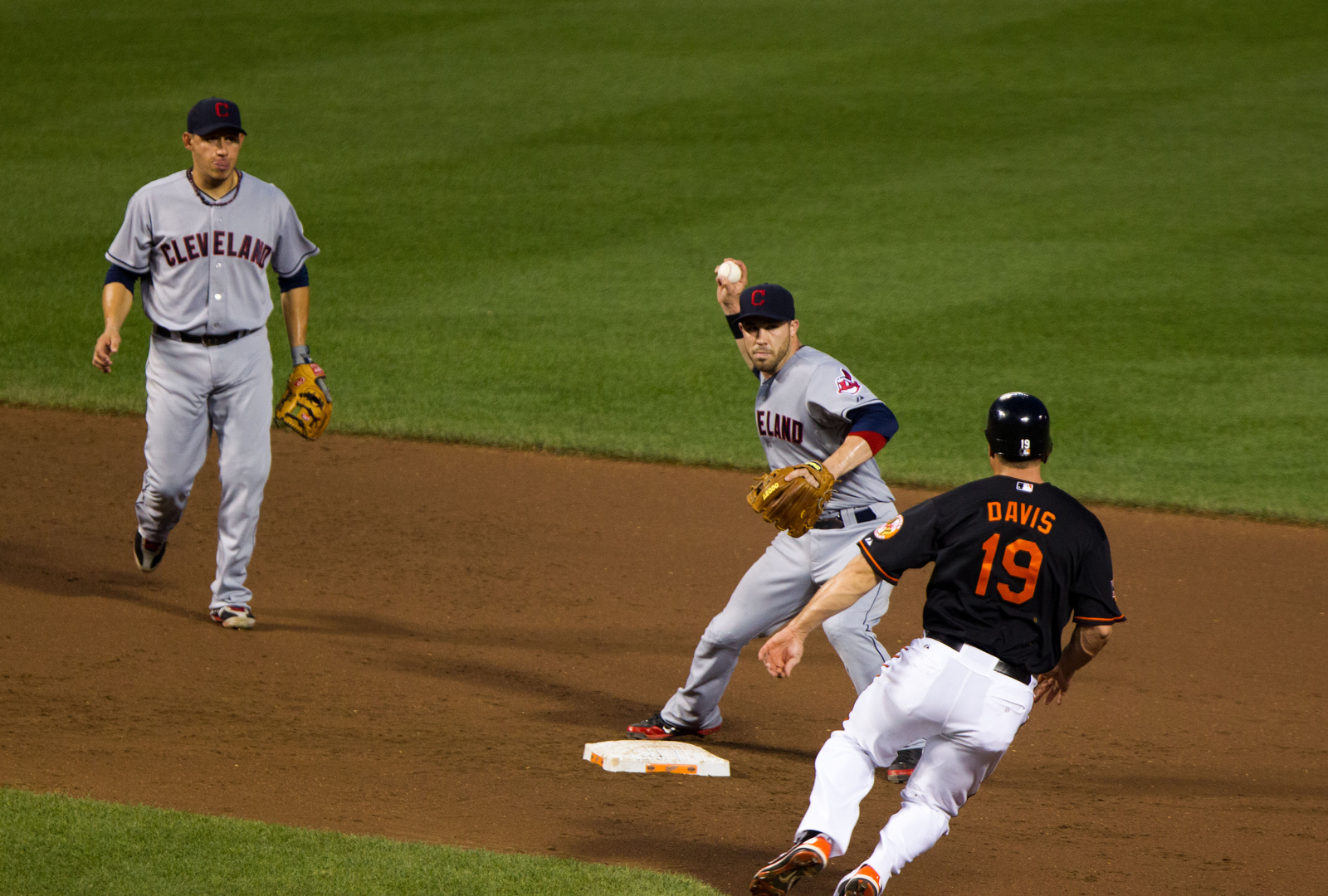
Jason Kipnis (avec la balle) tourne un double jeu contre les Orioles.

Jason Kipnis est un choix de deuxième ronde des Indians de Cleveland en 2009 alors qu'il évolue pour les Arizona State Sun Devils à l'Université d'État de l'Arizona.
En 2010, il remporte le prix Lou Boudreau (Lou Boudreau Award) remis au meilleur joueur des ligues mineures à évoluer dans l'organisation des Indians de Cleveland.
Au début 2011, Baseball America classe Kipnis au 54e rang dans sa liste des 100 meilleurs joueurs d'avenir.

#### Saison 2011
Kipnis fait ses débuts dans le baseball majeur pour Cleveland le 22 juillet 2011. Le 25 juillet, il réussit son premier coup sûr dans les grandes ligues et récolte son premier point produit avec un simple aux dépens du lanceur Hisanori Takahashi des Angels de Los Angeles. Le 31 juillet, contre Danny Duffy des Royals de Kansas City, Kipnis frappe son premier circuit dans le baseball majeur. En 36 parties pour les Indians en 2011, Jason Kipnis obtient 7 circuits et 19 points produits avec une moyenne au bâton de ,272.

#### Saison 2012
Kipnis prend le poste de deuxième but des Indians en 2012. Il frappe 14 circuits, produit 76 points et en marque 86 en 152 parties jouées, dans lesquelles il frappe pour ,257 de moyenne au bâton. Il prend le sixième rang des joueurs de la Ligue américaine avec 31 buts volés.

#### Saison 2013
Kipnis est nommé meilleur joueur du mois de juin 2013 dans la Ligue américaine avec une moyenne au bâton de ,419 durant cette période, 39 coups sûrs, 12 doubles, 25 points produits et 30 buts-sur-balles. Sa moyenne de présence sur les buts s'élève à ,517 durant ce mois.
Il reçoit en 2013 sa première sélection au match des étoiles.

#### Saison 2015

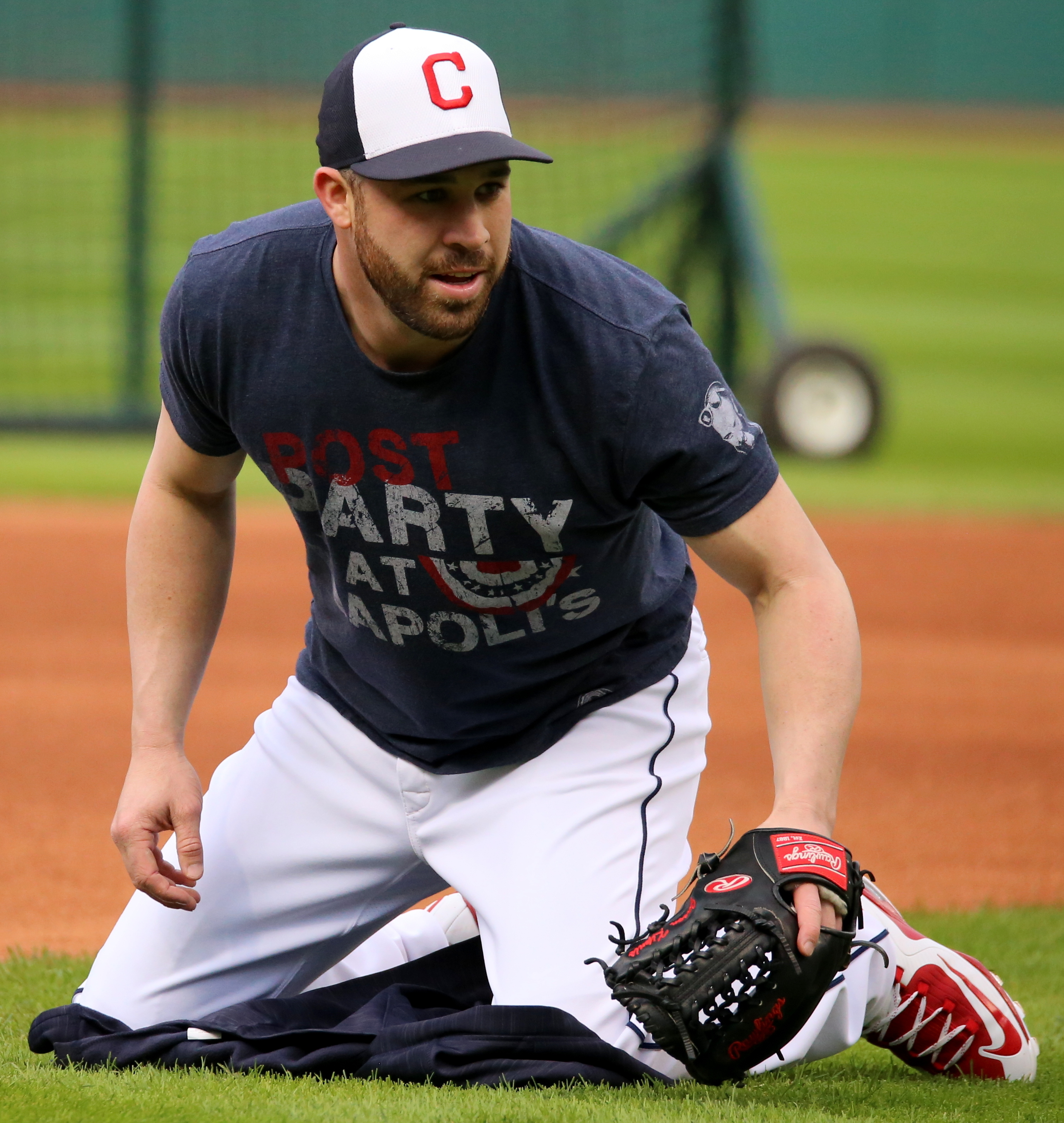
Jason Kipnis à l'entraînement avec le premier match de la Série mondiale 2016.

Jason Kipnis est élu meilleur joueur du mois de mai 2015 dans la Ligue américaine. Il devient  le 3e joueur de l'histoire des majeures (après Ty Cobb en 1921 et Al Simmons en 1925) à réussir au moins 50 coups sûrs et 30 points marqués dans un seul mois. En mai, il frappe pour ,429 de moyenne au bâton et atteint les sentiers plus de la moitié de ses passages au bâton, comme en témoigne sa  moyenne de présence sur les buts de ,511.

#### Saison 2016
En 2016, Kipnis établit son nouveau record personnel de 23 circuits et fait partie de l'équipe de Cleveland championne de la Ligue américaine. Il connaît une difficile Série de championnat de la Ligue américaine alors que les lanceurs des Blue Jays de Toronto le limitent à un seul coup sûr en 19 présences au bâton, mais celui-ci est un circuit contre Marcus Stroman qui place son club en avant 3-2 dans le 3e match, que Cleveland 4-2,. 
Kipnis frappe pour ,290 de moyenne au bâton avec deux circuits et 4 points produits dans la Série mondiale 2016. Ayant grandi à Chicago comme partisan des Cubs, il frappe notamment un circuit de 3 points à Wrigley Field dans le 4e match de la finale, qui place Cleveland en avant 3-1 et à une victoire du titre, mais les Indians finissent par perdre la série en 7 matchs.